# آندره‌آ کونتی
آندره‌آ کونتی (ایتالیایی: Andrea Conti؛ زادهٔ ۲ مارس ۱۹۹۴) بازیکن فوتبال اهل ایتالیا است که برای باشگاه سمپدوریا بازی می‌کند.
از باشگاه‌هایی که در آن بازی کرده‌است می‌توان به آتالانتا، پروجا، ویرتوس لانچانو، میلان و پارما اشاره کرد.